# Bellis
Bellis és un gènere de plantes angiospermes de la família de les asteràcies (Asteraceae). Són plantes natives d'Europa, nord d'Àfrica, Àsia central i de l'oest.

## Descripció
Són plantes herbàcies anuals o perennes, en alguns casos vivaces amb rizoma. Les fulles acostumen a ser a una roseta basal, en alguns casos alternades, tenen forma d'espàtula o ovolanceolada, el marge pot ser enter, serrat o crenat. L'involucre acostuma a tenir dues fileres de bràctees. Les Les flors es troben agrupades en capítols solitaris i amb escap, les flors exteriors són femenines i ligulades, les lígules són blanques i, de vegades, rosades al revers. Les flors interiors són hermafrodites, tubulars amb 4 o cinc lòbuls i de color groc. El fruit és un aqueni sense papus.

## Taxonomia
Aquest gènere va ser publicat per primer cop l'any 1753 al segon volum de l'obra Species Plantarum del botànic suec Carl von Linné (1707-1778).

### Espècies
Dins del gènere Bellis es reconeixen les 14 espècies següents:
- Bellis annua L.
- Bellis azorica Seub.
- Bellis bernardi Boiss. & Reut.
- Bellis caerulescens Coss. & Balansa
- Bellis cordifolia (Kunze) Willk.
- Bellis hyrcanica Woronow
- Bellis longifolia Boiss. & Heldr.
- Bellis margaritifolia Huter, Porta & Rigo
- Bellis microcephala Lange
- Bellis perennis L.
- Bellis prostrata Pomel
- Bellis pusilla (N.Terracc.) Pignatti
- Bellis rotundifolia (Desf.) Boiss. & Reut.
- Bellis sylvestris Cirillo

### Sinònims
Els següents noms científics són sinònims heterotípics de Bellis:
- Bellidium Bertol.
- Belliopsis Pomel
- Kyberia Neck.
- Seubertia H.C.Watson